# La Dernière Tentation de Krusty
La Dernière Tentation de Krusty (The Last Temptation of Krust) est le 15e épisode de la saison 9 de la série télévisée d'animation Les Simpson. Il a été écrit par Donick Cary et réalisé par Mike B. Anderson. L'épisode est diffusé pour la première fois le 22 février 1998 sur le réseau Fox en Amérique du Nord et le 7 novembre 1998 sur Canal+ en France.
L'humoriste Jay Leno y fait une apparition. Bart convainc Krusty le Clown de participer à un festival du rire organisé par Jay Leno. Mais les vieilles blagues de Krusty ne remportent guère de succès auprès de l'assistance, et les critiques sont mauvaises. Après que Krusty se fut saoûlé, Bart et Jay Leno lui donnent un bain dans la maison des Simpson, et Krusty décide d'annoncer qu'il va prendre sa retraite. À la conférence de presse où Krusty annonce son départ à la retraite, l'assistance trouve hilarante son invective contre l'humour moderne. Krusty revient donc à la comédie avec un nouveau style où il se plaint du mercantilisme. Il accepte ultérieurement de faire un marché avec des responsables marketing en échange d'un nouveau « Canyonero » - une blague sur les SUV et des produits commerciaux lors de son prochain spectacle comique. L'épisode se termine par une longue séquence du Canyonero, avec un fond musical chanté par Hank Williams, Jr.
La décision de l'équipe de production d'écrire un épisode sur les spectacles comiques stand-up a été influencée par les festivals du rire. Au début les rédacteurs eurent du mal à faire passer les mauvaises blagues insultantes de Krusty auprès des censeurs de la chaîne, mais ils les convainquirent que c'était juste une manière d'accentuer ses recettes vieilles et démodées. La séquence du « Canyonero » fut réalisé sur le modèle des publicités de Ford, et elle eut droit à son propre passage à la fin de l'épisode parce que l'équipe de production l'aimait beaucoup. Cet épisode fut mis en valeur par USA Today dans une critique de la saison 9 des Simpson (DVD). Il reçut également des critiques positives dans le Washington Times, le Evening Herald et dans des livres sur les Simpson.

## Synopsis
Krusty est convaincu par Bart de se présenter à un festival du rire organisé par Jay Leno. Ses vieilles blagues démodées n'impressionnent pas l'auditoire face aux autres comiques plus à la mode participant à ce festival. Après avoir lu une mauvaise critique de sa prestation dans la presse, Krusty décide de se prendre « la cuite qui mettra un terme à toutes les cuites », et une séquence le montre en train de se saoûler. Lorsque Bart le trouve inconscient sur le perron des Flanders, il réquisitionne l'aide de Leno pour le nettoyer dans la baignoire des Simpson. Krusty tient ensuite une conférence de presse pour annoncer qu'il prend sa retraite et se lance dans la foulée dans une diatribe virulente contre les comiques modernes. La foule trouve le délire de Krusty hilarant, et ce dernier annonce alors son retour à la comédie.
Krusty recommence à participer à des évènements de second ordre où il se forge une nouvelle image de comique qui dit la vérité, critique le mercantilisme et refuse de se vendre au Grand Capital. Il change également son apparence, affichant une veste noire et une queue de cheval. Remarquant sa popularité retrouvée, deux cadres commerciaux essayent de convaincre Krusty de promouvoir un nouveau véhicule utilitaire sport appelé Canyonero. Bien qu'il essaie de résister, il finit par succomber à l'appât du gain. Après avoir fait la promotion du Canyonero à un spectacle comique dans le bar de Moe, il est mis dehors sous les huées par les clients réguliers. Finalement, il se rend compte ce qu'il a dans le sang ce n'est pas la comédie mais la vénalité. L'épisode se termine par une longue publicité pour le Canyonero alors que Krusty et Bart quittent le bar de Moe dans la nouvelle voiture de Krusty.

## Production
Dans le commentaire du DVD de la neuvième saison des Simpsons, le scénariste Donick Cary a affirmé que l'inspiration  pour l'idée d'un épisode sur les spectacles comiques stand-up est venue de festivals du rire à l'époque. Le producteur Mike Scuelly a dit que les scénaristes avaient eu des difficultés pour faire passer les mauvaises blagues insultantes de Krusty devant les censeurs. Les blagues sur les stéréotypes ont été autorisés parce que les scénaristes ont convaincu les censeurs que les spectateurs comprendraient qu'il s'agissait d'insister sur les blagues dépassées de Krusty. Avant la scène où Jay Leno et Bart lavent les cheveux de Krusty dans la baignoire, il aurait y avoir dû y avoir une scène dans laquelle Bart allait chercher Leno pour demander de l'aide. L'équipe de scénaristes ont cependant pensé que les spectateurs comprendraient si Leno apparaissait simplement en train d'aider Krusty, même sans cette scène intermédiaire.
Mike B. Anderson a indiqué qu'au moins trois sketchs différents ont été écrits et mis en animation pour le spectacle de retour de Krusty au bar de Moe. Ce ne fut qu'au montage que le sketch utilisé a été choisi. L'épisode était encore en montage trois semaines avant la date à laquelle il devait être diffusé. L'activité de production avança frénétiquement peu avant l'achèvement. La séquence du Canyonero devait initialement être passée pendant le générique de fin. L'équipe de production a tant aimé cette scène qu'ils n'ont pas voulu qu'elle soit masquée par le générique, et elle lui a donné sa propre place à la fin de l'épisode.